# قصر العازب
قصر العازب إحدى قرى ولاية قالمة في الجزائر، تتبع إقليميا لبلدية عين رقادة، تبعد حوالي 60 كم عن عاصمة الولاية إلى الغرب.